# Astana Dewi Women Team
 Ikke at forveksle med XDS Astana Team og XDS Astana Development Team.
Astana Dewi Women Team er et professionelt cykelhold for kvinder, som blev etableret med start fra januar 2024. Holdet har kontinental licens fra Kasakhstan, og er baseret i Luxembourg. Det er under ledelse af det mandlige WorldTeam XDS Astana Team.

## Historie
I samarbejde med den indonesiske forretningsmand og politiker Raja Sapta Oktohari og Astana Qazaqstan Team blev holdet etableret fra starten af 2024. Oktohari har tidligere været formand for det indonesiske cykelforbund, præsident for landets olympiske komite, og vicepræsident for Asian Cycling Confederation. Astana Dewi Women Team skulle fra starten have fokus på at udvikle kvindelige cykelryttere fra især Kasakhstan og Indonesien. Da holdet blev præsenteret var der én rytter fra Indien, to fra Indonesien og fem fra Kasakhstan.

## Holdet

### 2024
| Trup 2024              | Trup 2024          | Trup 2024                            | Trup 2024 |
| Rytter                 | Fødselsdag         | Seneste hold                         |           |
| ---------------------- | ------------------ | ------------------------------------ | --------- |
| Bota Batyrbekova       | 6. juli 2003       |                                      |           |
| Ayustina Priatna       | 12. december 1997  | Thailand Women's cycling team (2021) |           |
| Violetta Kazakova      | 3. maj 2004        |                                      |           |
| Dara Latifah           | 18. april 2003     |                                      |           |
| Akpeiil Ossim          | 23. oktober 2002   |                                      |           |
| Faina Potapova         | 12. september 1996 | Astana Women's Team (2019)           |           |
| Jassmek Kaur Sekhon    | 21. december 2004  |                                      |           |
| Alina Spirina          | 24. december 2004  |                                      |           |
|                        |                    |                                      |           |
| Kilde: ProCyclingStats |                    |                                      |           |